# 비질랜티 -나의 히어로 아카데미아 ILLEGALS-
비질랜티 -나의 히어로 아카데미아 ILLEGALS-(일본어: ヴィジランテ -僕のヒーローアカデミア ILLEGALS, My Hero Academia Vigilantes)는 히데유키 후루하시가 글과 스토리보드를 그리고 벳텐 코트가 그림을 그린 일본 만화 시리즈이다. 호리코시 코헤이의 시리즈인 나의 히어로 아카데미아의 속편이다. 이 만화는 2016년 12월부터 2022년 5월까지 슈에이샤의 매거진 소년 점프+에서 연재되었다. 본즈가 제작한 TV 애니메이션 시리즈 제1기는 2025년 4월 7일부터 6월 30일까지 방영되었으며, 제2기는 2026년부터 방영될 예정이다.

## 줄거리
'히어로'. 정부의 인가를 받아, 타고난 강력한 '개성'을 발휘하여 사람들을 위해 활약하는 '선택받은 존재'.
그러나 이 세상에는 우리처럼 초라한 '개성'을 지닌 '선택받지 못한 자'도 존재한다. 그런 우리가 목표한 것은 '일리걸(비합법) 히어로'?!
당대 최강의 히어로 올마이트를 동경하지만, 이렇다 할 뛰어난 개성이 없는 대학생 코이치 앞에, 히어로가 되기 위한 또 다른 길이 열린다!!